# Rhabditida
Die Rhabditida sind eine Ordnung der Fadenwürmer. Benannt wurde sie nach der artenreichen Gattung Rhabditis. Sie sind meist freilebende Saprobionten, manche mit freilebenden und parasitischen Phasen.

## Merkmale
Rhabditida sind kleine, transparente, meromyariane (mit max. vier Muskelzellen pro Quadrant) Würmer. Die meisten Arten haben eine Länge zwischen 0,3 und 3 mm. Der Mundbereich drei Hauptregionen sind das vordere Cheilostom, dass sich von der Kutikula der Lippen bis zu einem Membranring erstreckt. Die mittlere Region, das Gymnostom, wird von der Mund-Kutikula ausgekleidet und wird von zwei bogenförmigen Epidermisringen umgeben. Die hintere Region wird von Zellfortsätzen des Pharynx umschlossen und Stegosom genannt. Sie kann weiter in ein Pro-, Meso-, Meta- und Telostegostom untergliedert werden. Der Ösophagus ist in verschiedene Abschnitte untergliedert (rhabditoider Ösophagus), manchmal ist ein zusätzlicher Präbulbus ausgebildet. Das Ende weist, am Übergang zum Darm, einen Klappenapparat auf.  Das Exkretionssystem besteht aus seitlichen Kanälen und einer kuticularisierten Endöffnung. Mund mit bis zu sechs Lippen. Die Weibchen sind ovipar oder vivipar und können parthenogen oder hermaphroditisch sein. Männchen mit feinen Rippen in den Kaudalflügeln der  Begattungstasche.

## Systematik
Zu den Rhabditida gehören u. a. folgende Vertreter:
- Unterordnung Myolaimina
- Unterordnung Rhabditina, mit Caenorhabditis elegans, ein Modellorganismus der Molekularbiologen.
- Unterordnung Spirurina, mit Ascaris lumbricoides, der Spulwurm des Menschen.
- Unterordnung Tylenchina, mit Strongyloides stercoralis, dem Zwergfadenwurm des Menschen, Erreger der tropischen Anguillulosis.

In der Klassifikation von Hodda aus dem Jahre 2022 werden die Rhabditida als eine von sechs Ordnungen in die Überordnung Rhabditica eingeordnet und in sechs Unterordnungen mit insgesamt 552 Gattungen unterteilt. Die Unterordnungen sind:
- Brevibuccina Hodda, 2007 (5 Arten)
- Bunonematina Siddiqi, 1980 (54 Arten)
- Peloderina Hodda, 2007 (269 Arten)
- Rhabditina Chitwood, 1933 (3751 Arten)
- Agfaina Hodda, 2007 (3 Arten)
- Angiostomatina Hodda, 2022 (23 Arten)

Die Myolaimina ordnet Hodda in die Ordnung Diplogasterida ein, die Spirurina in die Ordnung Spirurida und die Tylenchina in die Ordnung Panagrolaimida.